# Dvory nad Lužnicí
Dvory nad Lužnicí (německy Beinhöfen) jsou obec v okrese Jindřichův Hradec v Jihočeském kraji. Leží v oblasti Západního Vitorazska. Do roku 1945 byl název obce Německé. Žije zde 388 obyvatel. Ve vzdálenosti dvacet kilometrů leží severně město Třeboň, 34 kilometrů severovýchodně město Jindřichův Hradec a 34 kilometrů severozápadně statutární město České Budějovice.
S obcí sousedí na severozápadě a severovýchodě město Suchdol nad Lužnicí (5 km), na východě obec Halámky (1 km), na jihovýchodě obec Nová Ves nad Lužnicí (5 km), na jihozápadě město Nové Hrady (11 km) a na západě obec Hranice (2 km).

## Historie
První písemná zmínka o obci pochází z roku 1499. Celý katastr původně dolnorakouské obce byl k někdejšímu Československu připojen až 31. července 1920 jako součást tzv. Západního Vitorazska. Přestože před rokem 1920 byla obec součástí Dolních Rakous, převládal zde český jazyk, Němci splývali s českým obyvatelstvem. V roce 1938 zde žilo 600 lidí. Po podpisu Mnichovské dohody byla většina katastru odstoupena nacistickému Německu, zatímco ve zbytku Československa zůstala jen malá severní část katastru s několika osamocenými domy.

## Přírodní poměry
Západně od vesnice protéká řeka Lužnice, jejíž niva je chráněna jako přírodní rezervace Horní Lužnice. Jihozápadně od vesnice leží národní přírodní rezervace Žofinka.

## Obyvatelstvo
| Rok            | 1869 | 1880 | 1890 | 1900 | 1910 | 1921 | 1930 | 1950 | 1961 | 1970 | 1980 | 1991 | 2001 | 2011 | 2021 |
| -------------- | ---- | ---- | ---- | ---- | ---- | ---- | ---- | ---- | ---- | ---- | ---- | ---- | ---- | ---- | ---- |
| Počet obyvatel | 631  | 614  | 598  | 676  | 615  | 592  | 544  | 459  | 438  | 388  | 354  | 349  | 327  | 332  | 344  |
| Počet domů     | 69   | 76   | 82   | 84   | 96   | 96   | 100  | 112  | 108  | 107  | 109  | 136  | 147  | 154  | 158  |

## Obecní správa
Mezi lety 1850–1979 byly Dvory nad Lužnicí obcí v okrese Waidhofen an der Thaya (1850–1899), posléze v okrese Gmünd (1899–1920), poté v okrese Třeboň (1920–1950) a později v okrese Jindřichův Hradec. Od 1. ledna 1980 do 30. června 1990 patřily jako část města k Suchdolu nad Lužnicí a od 1. července 1990 jsou opět samostatnou obcí.

## Hospodářství
Na počátku šedesátých let 20. století byla obec určena k likvidací, neboť stojí na mohutných vrstvách kvalitního písku. Až do roku 1975, kdy bylo od záměru upuštěno, zde nebyla výstavba domů povolována. Zemědělská velkovýroba má objekty mimo obec, směrem k vesnici Hranice.

## Pamětihodnosti
- Barokní kostel Nanebevzetí Panny Marie z roku 1788[8]
- Budova fary[9]
- Pomník obětem první světové války[10] a druhé světové války[11]

## Významní obyvatelé
- Zuzana Roithová (* 1953), politička

## Galerie

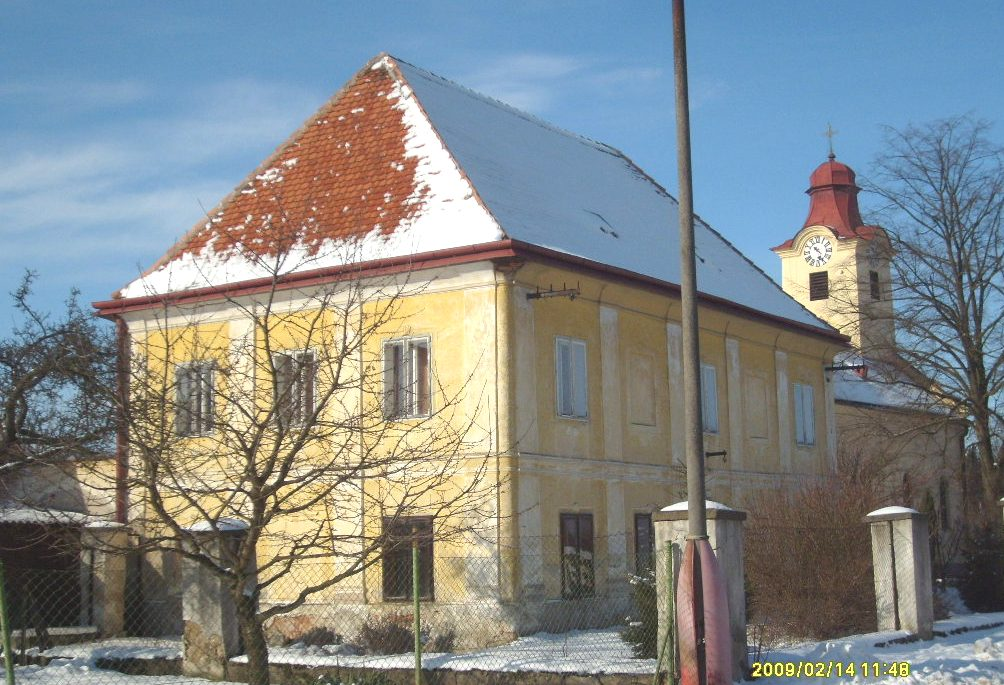
Bývalá fara
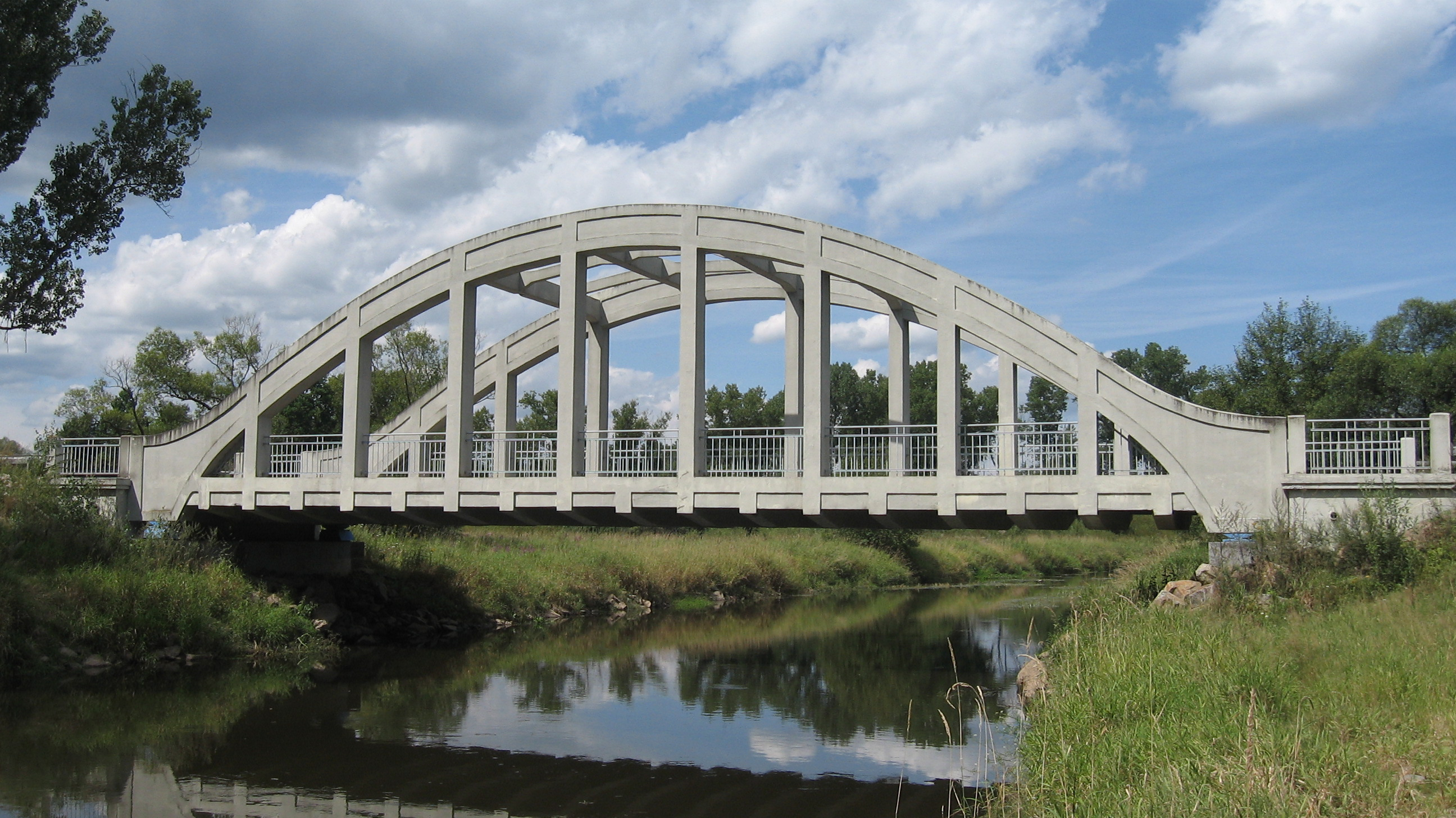
Halamský most